# Pankration
Pankration je bio nenaoružani, mješoviti borilački sport uveden na starogrčke Olimpijske igre 648. pr. Kr. Sportaši su koristili boksačke i hrvačke tehnike, ali i druge, poput udaraca nogama, zahvata držanja, poluga na zglobovima i gušenja na tlu, što ga čini sličnim modernim mješovitim borilačkim vještinama. Izraz dolazi od grčkog παγκράτιον [paŋkrátion], što znači 'sva moć', od πᾶν (pan) 'sve' i κράτος (kratos) 'snaga, ili moć.

## Vanjske poveznice
- "Pankration" or "Pancration" matches Perseus Digital Library, Tufts University
- International Federation of Pankration Athlima